# Henry C. Hansbrough

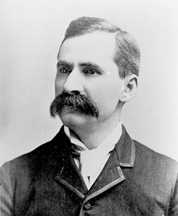
Henry C. Hansbrough

Henry Clay Hansbrough, född 30 januari 1848 nära Prairie du Rocher i Randolph County i Illinois, död 16 november 1933 i Washington, D.C., var en amerikansk republikansk politiker och publicist. Han representerade delstaten North Dakota i båda kamrarna av USA:s kongress, först i representanthuset 1889-1891 och sedan i senaten 1891-1909.
Hansbrough flyttade 1867 till Kalifornien, senare till Wisconsin och sedan vidare till Dakotaterritoriet. Han grundade tidningen Grand Forks News 1881 och två år senare ytterligare en tidning, Inter-Ocean at Devils Lake. Han var borgmästare i Devils Lake 1885-1888.
Hansbrough valdes 1889 till North Dakotas första ledamot av USA:s representanthus. Han efterträdde 1891 Gilbert A. Pierce som senator för North Dakota. Han omvaldes två gånger. Hansbrough efterträddes 1909 i senaten av Martin N. Johnson.